# Mike Pompeo
Michael Richard Pompeo, detto Mike (Orange, 30 dicembre 1963) è un politico, imprenditore ed ex militare statunitense, segretario di Stato degli Stati Uniti dal 26 aprile 2018 al 20 gennaio 2021 durante la prima presidenza Trump. È stato membro della Camera dei Rappresentanti per lo stato del Kansas dal 2011 al 2017 e direttore della CIA dal 23 gennaio 2017 al 26 aprile 2018.

## Biografia
È di origini italiane (sua nonna materna Fay Brandolino era figlia di Giuseppe Brandolino e Carmela Sanelli che emigrarono in USA dall'Abruzzo (Caramanico Terme, provincia di Pescara), mentre i suoi bisnonni paterni Carlo Pompeo e Gemma Pacella avevano casa a Pacentro (AQ) prima di emigrare in USA tra il 1899 e il 1900. Laureato in Ingegneria gestionale alla United States Military Academy di West Point nel 1986, dopo una breve carriera militare fino al grado di capitano terminata nel 1991, nel 1994 si laureò in Legge all'Università Harvard. È membro dell'Italian American Congressional Delegation.
Lavorò come avvocato e imprenditore nel settore aerospaziale, associato a tre amici dai tempi di West Point, fin quando entrò in politica con il Partito Repubblicano.

### Alla Camera dei rappresentanti
Nel 2010 si candidò alla Camera dei Rappresentanti per il seggio lasciato dal compagno di partito Todd Tiahrt e venne eletto deputato, entrando in carica nel gennaio 2011, per poi essere riconfermato nelle successive tornate elettorali. Ideologicamente Pompeo è considerato un repubblicano conservatore ed è appoggiato dal Tea Party.

### Direttore della CIA
Dal 23 gennaio 2017 al 26 aprile 2018 è a capo della CIA. La nomina è annunciata da Trump il 18 novembre 2016 ed è confermata dal Senato nel gennaio 2017 con un voto di 66-32. Nella sua conferma non ha rivelato i legami tra la sua azienda in Kansas e un'azienda di proprietà del governo cinese.
Nel febbraio 2017, Pompeo si è recato in Turchia e Arabia Saudita. Ha incontrato il presidente turco Recep Tayyip Erdoğan per discutere la politica su Siria e Iraq e ha insignito l'allora principe ereditario dell'Arabia Saudita, Muhammad bin Nayef, della medaglia "George Tenet" della CIA. È stata la prima riaffermazione delle relazioni Arabia Saudita-Stati Uniti da quando Trump è entrato in carica nel gennaio 2017. Nel marzo 2017, Pompeo ha invocato il privilegio dei segreti di stato per impedire ai dirigenti della CIA, tra cui Gina Haspel e James Cotsana, di essere costretti a testimoniare nel processo a Bruce Jessen e James Elmer Mitchell.
Nell'agosto 2017, Pompeo ha preso il comando diretto del Counterintelligence Mission Center, il dipartimento che ha contribuito ad avviare un'indagine sui possibili legami tra gli associati di Trump e funzionari russi. Ex funzionari della CIA, incluso John Sipher, hanno espresso preoccupazione data la vicinanza di Pompeo alla Casa Bianca e Donald Trump. Nel settembre 2017, Pompeo ha chiesto alla CIA l'autorità per effettuare attacchi segreti con i droni senza il coinvolgimento del Pentagono, anche all'interno dell'Afghanistan.
Durante il fine settimana di Pasqua 2018, Pompeo ha visitato la Corea del Nord e si è incontrato con il leader supremo Kim Jong-un per discutere del vertice 2018 Corea del Nord-Stati Uniti tra Kim e Trump.
Su richiesta di Trump, Pompeo ha incontrato l'ex funzionario della NSA William E. Binney per discutere i suoi dubbi sull'interferenza russa nelle elezioni del 2016 negli Stati Uniti. Il 15 aprile 2019, Pompeo ha partecipato ad un dibattito presso la Texas A&M University, dove ha ammesso: "Ero il direttore della CIA. Abbiamo mentito, abbiamo imbrogliato, abbiamo rubato. Era come se avessimo interi corsi di formazione".

### Segretario di Stato
Il 13 marzo 2018 viene nominato Segretario di Stato degli Stati Uniti dal Presidente Trump, in sostituzione di Rex Tillerson, entrando in carica il successivo 26 aprile. In tale veste, ha un ruolo primario nell'organizzazione dello storico vertice tra Stati Uniti e Corea del Nord, svoltosi sull'isola di Sentosa (Singapore) il 12 giugno.

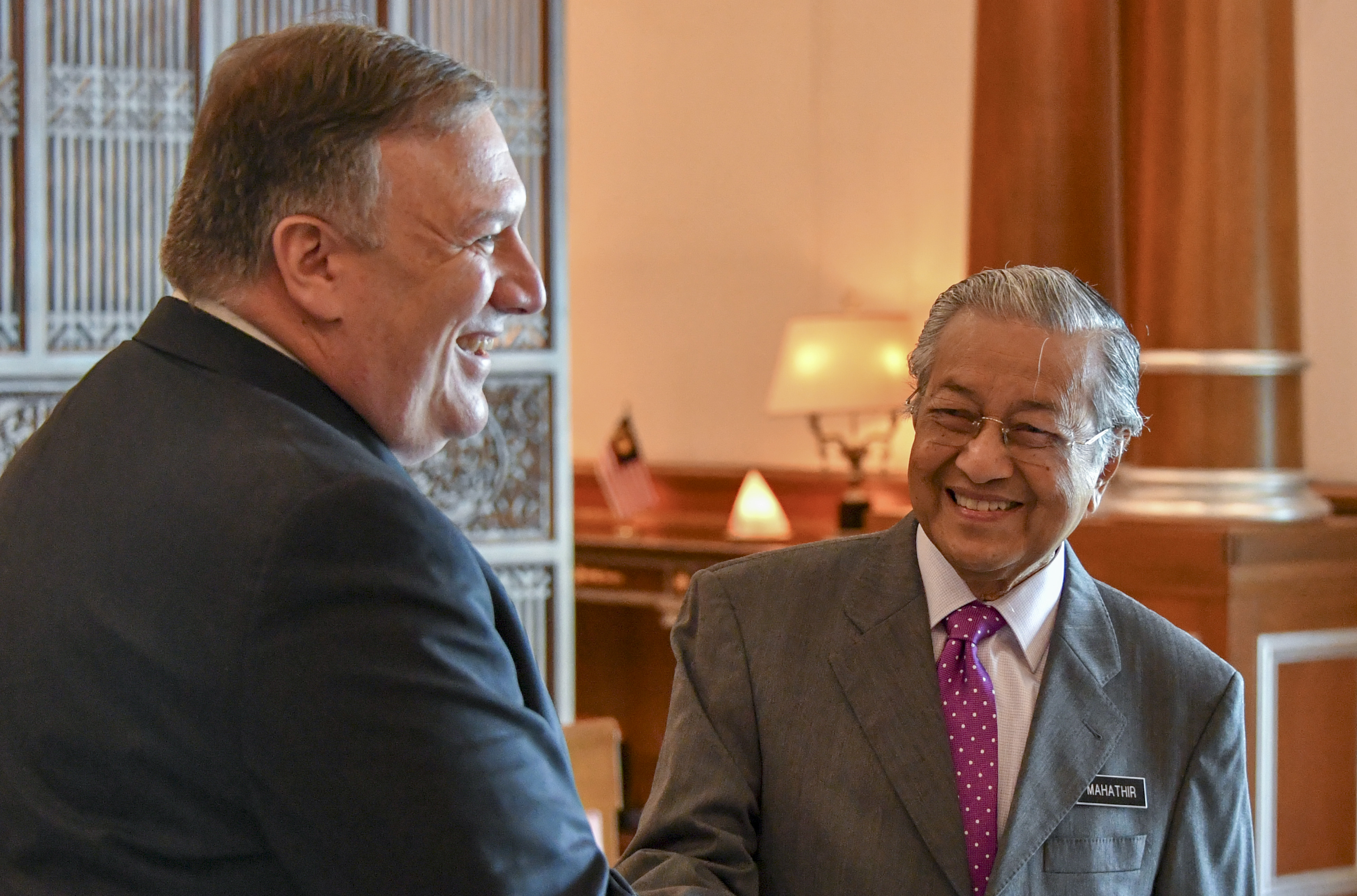
Pompeo con il primo ministro della Malaysia Mahathir Mohamad (2018)

È descritto come uno dei "falchi" nei confronti dell'Iran e del Venezuela. In particolare, da quando è entrato in carica come Segretario di Stato nell'aprile 2018, è stato molto critico nei confronti della Cina. Ha suggerito che gli investimenti cinesi in Israele avrebbero creato problemi tra gli Stati Uniti e Israele, e ha minacciato di ridurre gli accordi di sicurezza tra i paesi. Ha poi accusato l'Organizzazione mondiale della sanità di essere sotto il controllo della Repubblica popolare cinese e ha indicato la Cina come responsabile del numero significativo di morti nel Regno Unito a seguito della pandemia di COVID-19. Ha elogiato il Regno Unito quando il governo inglese ha preso posizione in merito a Huawei. Ha anche detto che preferiva una nuova coalizione che non avesse bisogno di passare attraverso istituzioni stabilite, che erano state create dagli Stati Uniti, come le Nazioni Unite. Ha sostenuto che la Cina era una nuova tirannia e che era dovere di ogni nazione resistere alla Cina.
Pompeo ha anche affermato che le attività della Cina nel Mar Cinese Meridionale erano illegali. Inoltre ha sostenuto che le autorità cinesi non sono state autorizzate a intraprendere azioni unilaterali nell'area. Secondo Michael Hirson dell'Eurasia Group, Pompeo ha chiesto un cambio di regime ma ottenendo in questo modo un effetto opposto e ha invitato il popolo cinese a tradire il proprio governo.
Il 23 luglio 2020, Pompeo, durante il suo discorso sulla Cina comunista e sul futuro del mondo libero, ha annunciato la fine di quello che ha definito "impegno cieco" con il governo cinese. Ha anche criticato il segretario generale del Partito comunista cinese Xi Jinping come "un vero sostenitore di un'ideologia totalitaria in bancarotta". Nel settembre 2020, Pompeo ha accusato la Cina di aver tentato di fomentare disordini razzisti negli Stati Uniti durante un discorso ai legislatori statali in Wisconsin. E nell'ottobre 2020, quando a Donald Trump è stato diagnosticato il coronavirus, Pompeo ha interrotto l'incontro programmato con Corea del Sud e Mongolia ma ha incontrato alleati provenienti da Australia, India e Giappone, nonostante ci fosse il rischio di infettare le sue controparti chiave, e ha accusato il Partito Comunista Cinese di "sfruttamento, corruzione e coercizione".

### Il dopo Trump
All'indomani delle elezioni presidenziali degli Stati Uniti del 2020, in mezzo a sfide legali perseguite dall'amministrazione Trump nei confronti del presidente eletto Joe Biden, Pompeo ha risposto alla domanda se ci sarebbe stata una "transizione graduale" in un'amministrazione Biden: "Qui sarà una transizione graduale a una seconda amministrazione Trump".

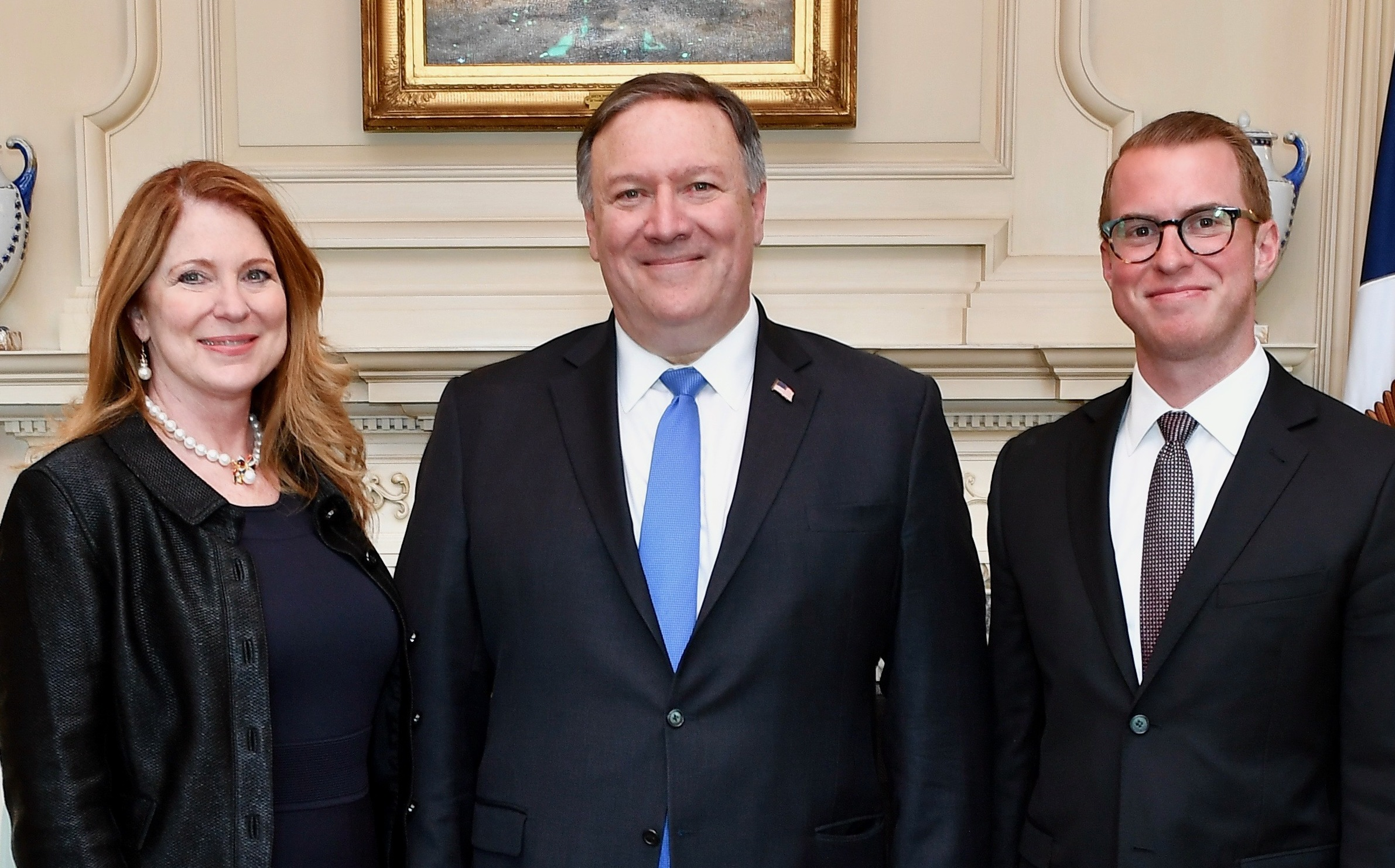
Mike Pompeo (al centro) con la moglie Susan e il figlio Nicholas nel 2018

Termina il suo incarico nell'amministrazione Trump il 20 gennaio 2021. Dal gennaio 2021 Pompeo è entrato a far parte dell'Hudson Institute.
Nel febbraio 2024, Pompeo entra a far parte del consiglio di amministrazione di KYIVSTAR, il principale operatore telefonico fisso/mobile dell'Ucraina. Kyivstar è una consociata del gruppo VEON, società basata ad Amsterdam e quotata nei mercati EuroNEXT e NASDAQ. 
Dal settembre 2023, è editorialista di politica internazionale del quotidiano italiano il Giornale.

## Vita privata
Pompeo si sposò con Leslie Libert nel 1986. La coppia divorziò più tardi. Si sposò poi con Susan Justice Mostrous. Hanno un figlio, Nicholas.
Pompeo è affiliato alla Chiesa Evangelica Presbiteriana.